# NGC 7237
NGC 7237 (другие обозначения — PGC 68383, UGC 11958, ARP 169, MCG 2-56-24, 3C 442, ZWG 428.58, 2ZW 172, KCPG 564B) — галактика в созвездии Пегас.
Этот объект входит в число перечисленных в оригинальной редакции «Нового общего каталога».